# Chaîne Ruby
La chaîne Ruby, en anglais Ruby  Mountains, est une chaîne de montagne du Grand Bassin au Nevada (États-Unis). Son point culminant est le Ruby Dome (3 470 m) et huit sommets dépassent les 3 300 mètres d'altitude. La chaîne s'étend sur 130 km du nord au sud, et sur 18 km d'est en ouest. Outre le point culminant, les autres sommets principaux sont le pic Thomas (3 430 m), le mont Silliman (3 430 m) et le mont Fitzgerald (3 418 m).
La partie septentrionale de la chaîne est protégée au sein de la Ruby Mountains Wilderness.

## Accident
En 1994, Frank Wells et Beverly Johnson décèdent dans un accident d'hélicoptère dans la chaîne montagneuse.

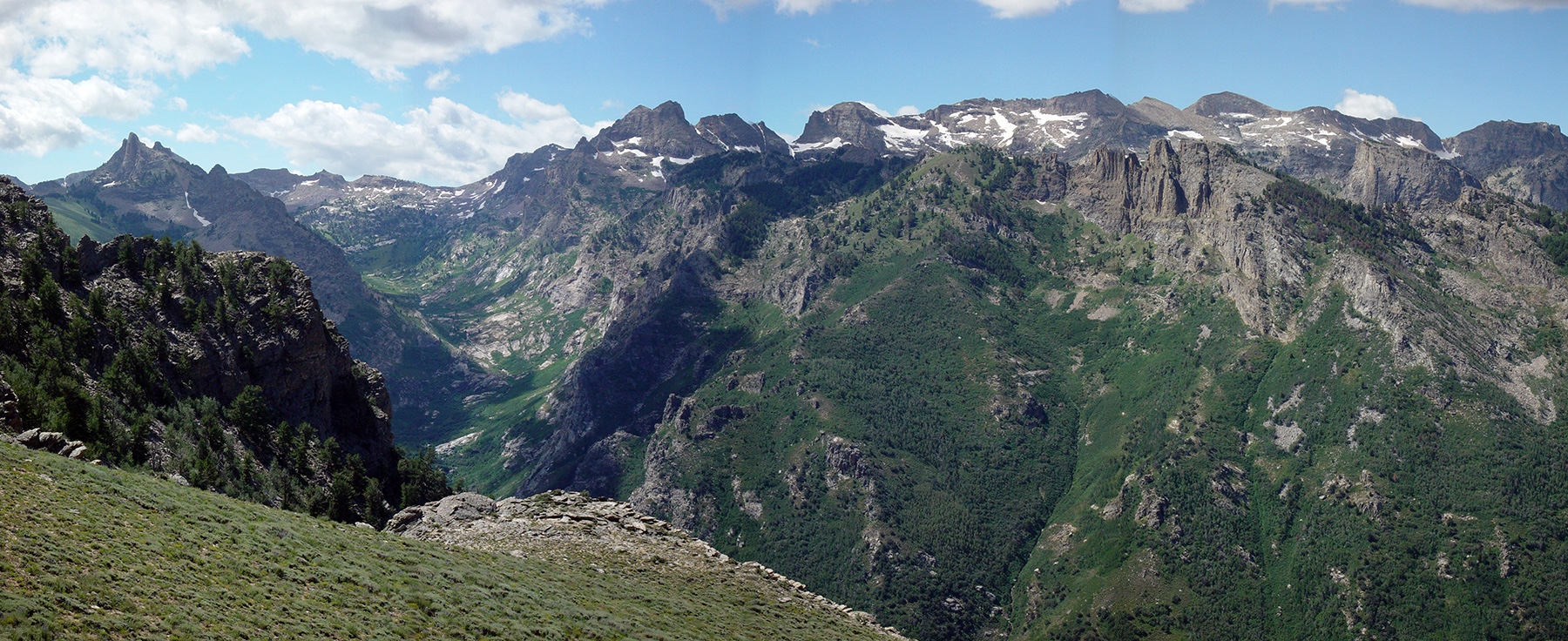
Vue de la partie la plus élevée de la chaîne Ruby.

## Dans la culture
Les Jolivet au Far West, paru sous le titre anglais The Happy Hollisters and the Cow-Boy Mystery' en 1961, fut traduit en première édition française en 1971, autour d'une intrigue relatant l'histoire des cowboys du gang des pillards qui auraient caché un coffre de pièces d'or volé à une diligence dans la vallée Secrète (en), au cœur de la chaîne Ruby.